# Lago Yangcheng
El lago Yangcheng (en chino, 阳澄湖; pinyin, Yángchéng Hú) es un lago de agua dulce a unos 3 kilómetros al noreste de la ciudad de Suzhou en la provincia de Jiangsu, China. Es la zona más famosa de origen de los cangrejos de Shanghái que son considerados un manjar. 
El lago Yangcheng está situado entre el lago Tai y el río Yangtsé. Cruza el límite de las ciudades de Suzhou , Changshu y Kunshan y tiene una superficie de unos 20 kilómetros cuadrados.